# بريمسل بيكوفيسكي
بريمسل بيكوفيسكي (بالتشيكية: Přemysl Bičovský)‏، من مواليد 18 أغسطس 1950، لاعب كرة قدم تشيكوسلوفاكي سابق، ومدرب كرة قدم تشيكي سابق.
لعب مع منتخب تشيكوسلوفاكيا لكرة القدم.

## روابط خارجية
- بريمسل بيكوفيسكي على موقع الاتحاد الدولي (مؤرشف)  (الإنجليزية)
- بريمسل بيكوفيسكي على موقع الاتحاد الأوربي (الإنجليزية)
- بريمسل بيكوفيسكي على موقع الاتحاد التشيكي (الإنجليزية)
- بريمسل بيكوفيسكي على موقع قاعدة بيانات كرة القدم.إي يو (الإنجليزية)
- بريمسل بيكوفيسكي على موقع ناشيونال فوتبول تيمز (الإنجليزية)
- بريمسل بيكوفيسكي على موقع عالم كرة القدم.نت (الإنجليزية)